# Benhamyia apicalis
Benhamyia apicalis är en tvåvingeart som först beskrevs av Walker 1849.  Benhamyia apicalis ingår i släktet Benhamyia och familjen vapenflugor. Inga underarter finns listade i Catalogue of Life.